# Edward Mechelaere
Edward Mechelaere (Brugge, 25 september 1827 – aldaar, 22 juli 1906) was een Belgisch componist, kapelmeester en leraar.

## Levensloop
Mechelaere was een zoon van Jan Mechelaere en Sophie Nollet. Hij was getrouwd met Clementia Galeyn. Hij had een broer, Désiré Mechelaere (1822-1889), die studeerde aan het muziekconservatorium in Parijs, vanaf 1847 leraar was aan het conservatorium in Brugge en een reputatie had als uitstekende baszanger.
Hij werd opgeleid door de kapelmeester van de Onze-Lieve-Vrouwekerk Joos Bauwens (1771-1856). In 1847 verhuisde hij naar Roeselare en werd er kapelmeester en leraar kerkmuziek aan het Kleinseminarie.
In 1848 componeerde hij muziek voor een vaderlands gezang, getiteld De Belg van 1848. De tekst was van Guido Gezelle en het was het eerste gedicht van de toen achttienjarige leerling, dat op muziek werd gezet. De componist was ook nog geen eenentwintig.
In 1852 was hij weer in Brugge en volgde er zijn leermeester op als kapelmeester in de Onze-Leve-Vrouwekerk, wat hij bleef tot aan zijn dood. Naast deze functie was hij leraar wiskunde, talen en muziek.
Vanaf 1867 was hij uitgever van het maandblad Le Philophone religieux. In 1874 werd hij voorzitter van De Hoop, een hulpverlenende vereniging voor componisten. 

## Composities
- Het eerste op muziek gezette werk van Gezelle, De Belg van 1848 was ook de eerste bekende compositie van Mechelaere.
- Religieuze muziek, missen en motetten: Kerstlied, Missa Solemnis, Requiemmis, Tantum ergo, Litanie Onze-Lieve-Vrouw, Tota pulchra est, Stabat Mater, Adeste Fideles, Jesus Salvator, Panis Angelicus, Ave Regina, De Profundis.
- Komische muziek: La leçon de musique, Marchande de gâteaux
- Kindertonelen op Nederlandse en Franse teksten